# Srednja Diklenica
Srednja Diklenica – wieś w Chorwacji, w żupanii bielowarsko-bilogorskiej, w gminie Kapela. W 2011 roku liczyła 58 mieszkańców.